# سورا (إيطاليا)

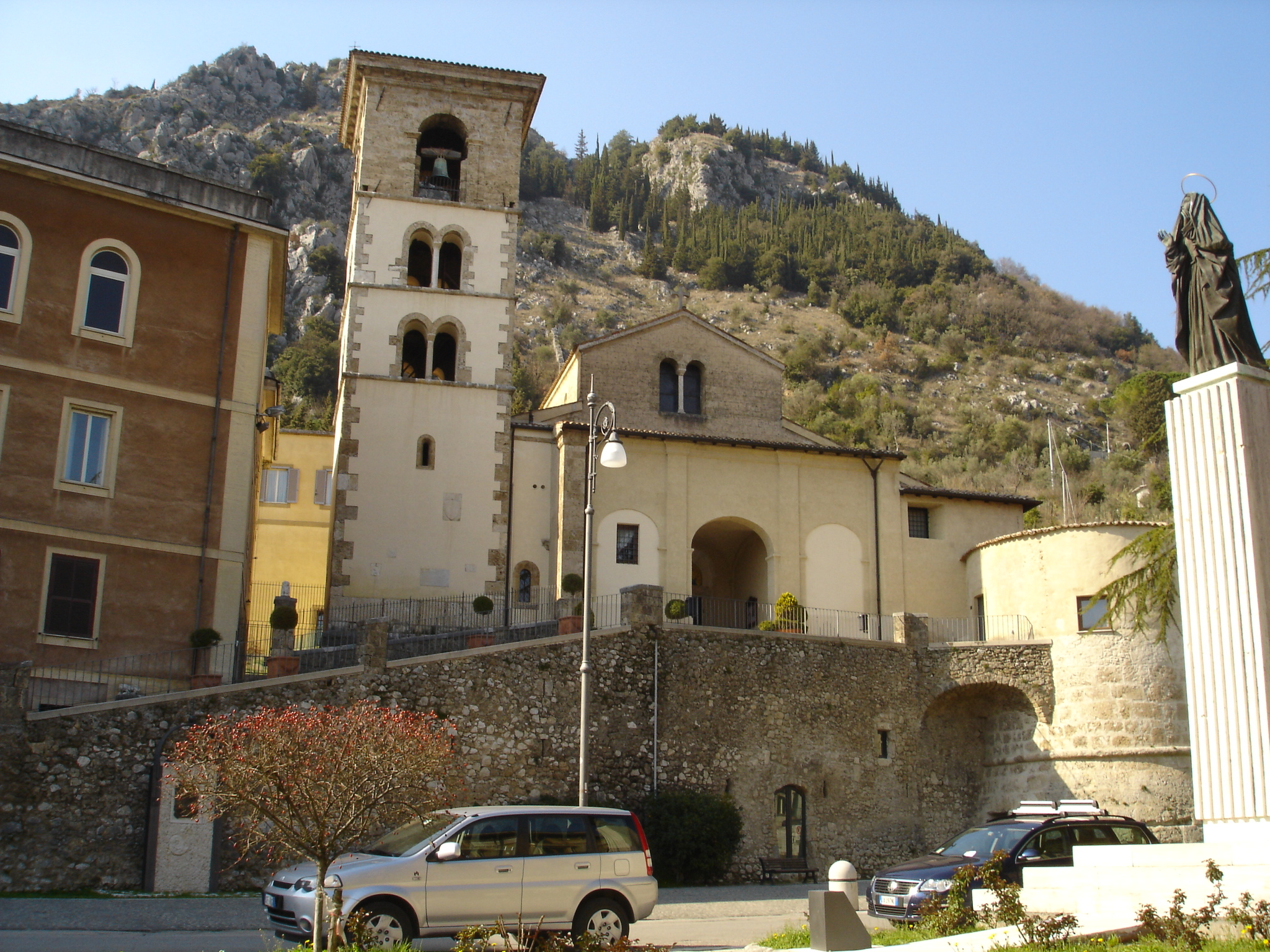
كاتدرائية.

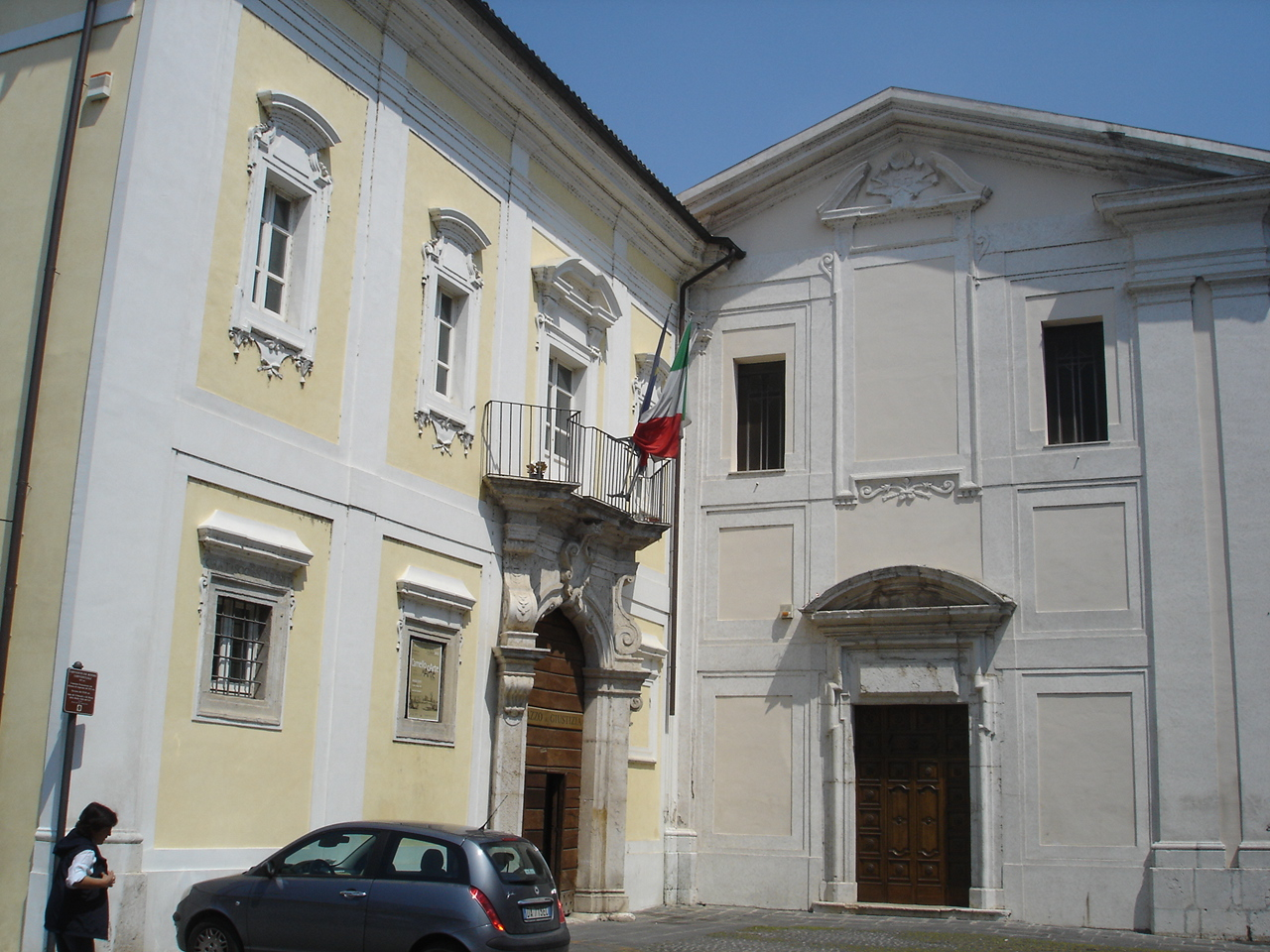
قصر العدل

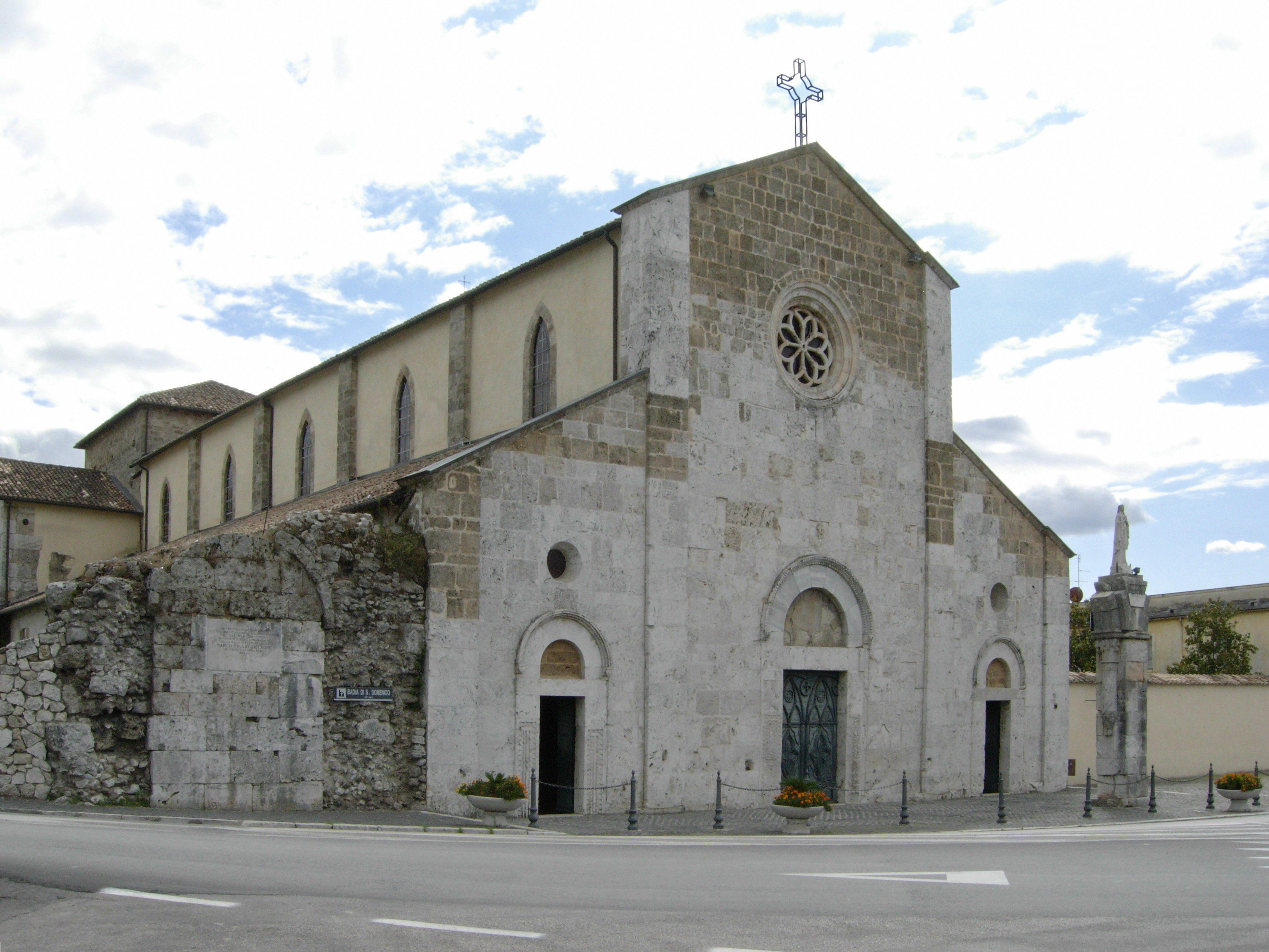
دير سانت دومينيك.

سورا (بالإيطالية: Sora) هي كومونا (بلدية) حيث تقع في مدينة لاتسيو في إيطاليا، في مقاطعة فروزينوني.وبُنيت في سهل على ضفاف نهر ليرى. وهذا الجزء من الوادي هو مقر بعض الصناعات التدويرية الهامة، وخاصة مصانع الورق. وتشتهر المنطقة المحيطة بسورا بأزياء فلاحيها.

## تاريخ سورا

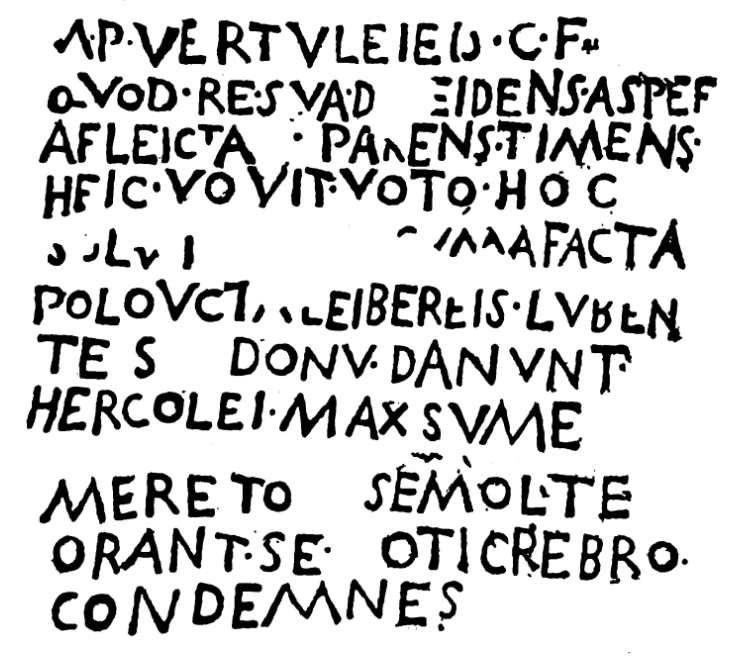
النقش الغامض لسورا.

استولي على المدينة الفولسكية القديمة سورا ثلاث مرات من قبل الرومان، في عام 345 و314 و 305 قبل الميلاد، قبل أن يتمكنوا في عام 303 من تأكيد ضمها كمستعمرة لاتينية. وفي عام 209، كانت واحدة من المستعمرات التي رفضت المساهمة في الحرب ضد حنبعل. وبحلول قانون جوليا، أصبحت بلدة، ولكن في عهد أغسطس، استعمرها جنود ليغو سورونا الرابع، الذين كانوا موجهين بشكل رئيسي هناك.

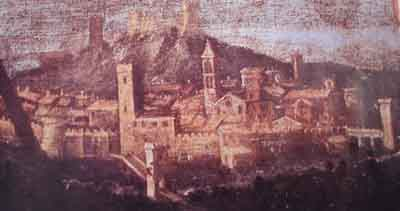
المدينة والقصر الدوقي عام 1604

تقع في دوكاتوس رومانوس تحت سلطة البابا خلال بدايات العصور المظلمة الوسطى، وقد تم الاستيلاء عليها من قبل اللومبارديين من جيسولف الأول من بينيفينتو في عام 705.
كانت قلعة سوريلا التي بنيت على مرتفعات صخرية فوق المدينة، في العصور الوسطى معقلا جدير بالذكر. وفي عام 1229، خلال حرب المفاتيح، خضعت للبابوية ثم سلبها الإمبراطور فريدريك الثاني، وشنق سكانها. وفي عام 1443، جعل الملك ألفونسو ملك نابولي سورا مقرا لدوقية مستقلة. ومن ثم الاستيلاء عليها بعد ذلك من قبل البابا بيوس الثاني، ولكن تم إعادتها إلى كانتلمي من قبل البابا سيكستوس الرابع، وانتقلت في النهاية إلى الدوق جيوفاني ديلا روفيري. ودافع عن المدينة بشكل بطولي من قبل فرانشيسكو ماريا الأول ديلا روفيري ضد سيزار بورجيا، ثم اشترى اراضيها البابا غريغوري الثالث عشر مقابل 11000 دوكات ومنحت تحت سيادة ابن غريغوري، جياكومو بونكومباني (الذي كان أول دوق لسورا من العائلة).

## الموقع الجغرافي
المسافة التي تبعد سورا عن وسط روما هي 115 كم؛ في الاتجاه المعاكس، تبلغ مساحة وسط مدينة نابولي 138 كلم عن سورا.
وتقع البلدة بجوار أبروز، على حدود أربينو، وبالسورانو، وبروكوستيلا، وكامبولي أبينينو، وكاستيليري، وإيزولا ديل ليري، ومونتي سان جيوفاني كامبانو، وبيسكوسوليدو، وفيرولي.

## المعالم السياحية
دُمرت الكاتدرائية الأولية، التي كرسها البابا أدريان الرابع في عام 1155، بسبب زلزال عام 1634. فوق البلدة على صخرة شديدة الانحدار ارتفاع، التي تطل على وادي ليري ومدخل أبروزي وهي بقايا جدران متعددة الأضلاع؛ وشكوك عنما إذا كانت قلعة المدينة الفولتشية الأولى وبقي هنالك أيضا بعض تحصينات القرون الوسطى.
ومن بين كنائس البلدة هنالك ملاذ مادونا ديلا فيجورا وسان سيلفسترو بابا.

## شخصيات بارزة
- القديس سورانوس
- سيزاري بارونيو
- لوكا براندوليني
- لودڤيكو كامنجى
- ڤيتوريو كريستينى
- ألفريدو دي غاسبيريس
- فيتوريو دي سيكا
- انزو دى پيد
- توني إيفانغليستا
- فيليپو آيانون
- لوسيوس موميوس
- ستيفانو بيسكوسوليدو
- جوليو بوليريو
- كوينتوس فاليريوس سورانوس
- انا تاتانجيلو
- زاباكوستا
- دافيدي زاباكوستا

## المدن المجاورة
- فون (أونتاريو)
- أثيس مونس

## روابط خارجية
- Official website باللغة الإيطالية
- مارسPurcell, N., R. Talbert, T. Elliott, S. Gillies (29 نوفمبر 2020). "Places: 433126 (Sora)". Pleiades. مؤرشف من الأصل في 2022-09-30. اطلع عليه بتاريخ 2012-03-08.{{استشهاد ويب}}:  صيانة الاستشهاد: أسماء متعددة: قائمة المؤلفين (link)